# 프란치아
프란체스코 라이볼리니(Francesco Raibolini, 1450년경 ~ 1517년)는 프란치아(Francia)로 불리는 이탈리아의 화가이다.
처음에는 동판화 등의 작품을 만들었지만, 뒤에 그림으로 바꾸고 로렌체코스타에게 배웠다고 한다. 작품으로 <여섯 사람의 성인을 데리고 있는 성 모자> <성탄> 등이 있다.

## 주요 작품

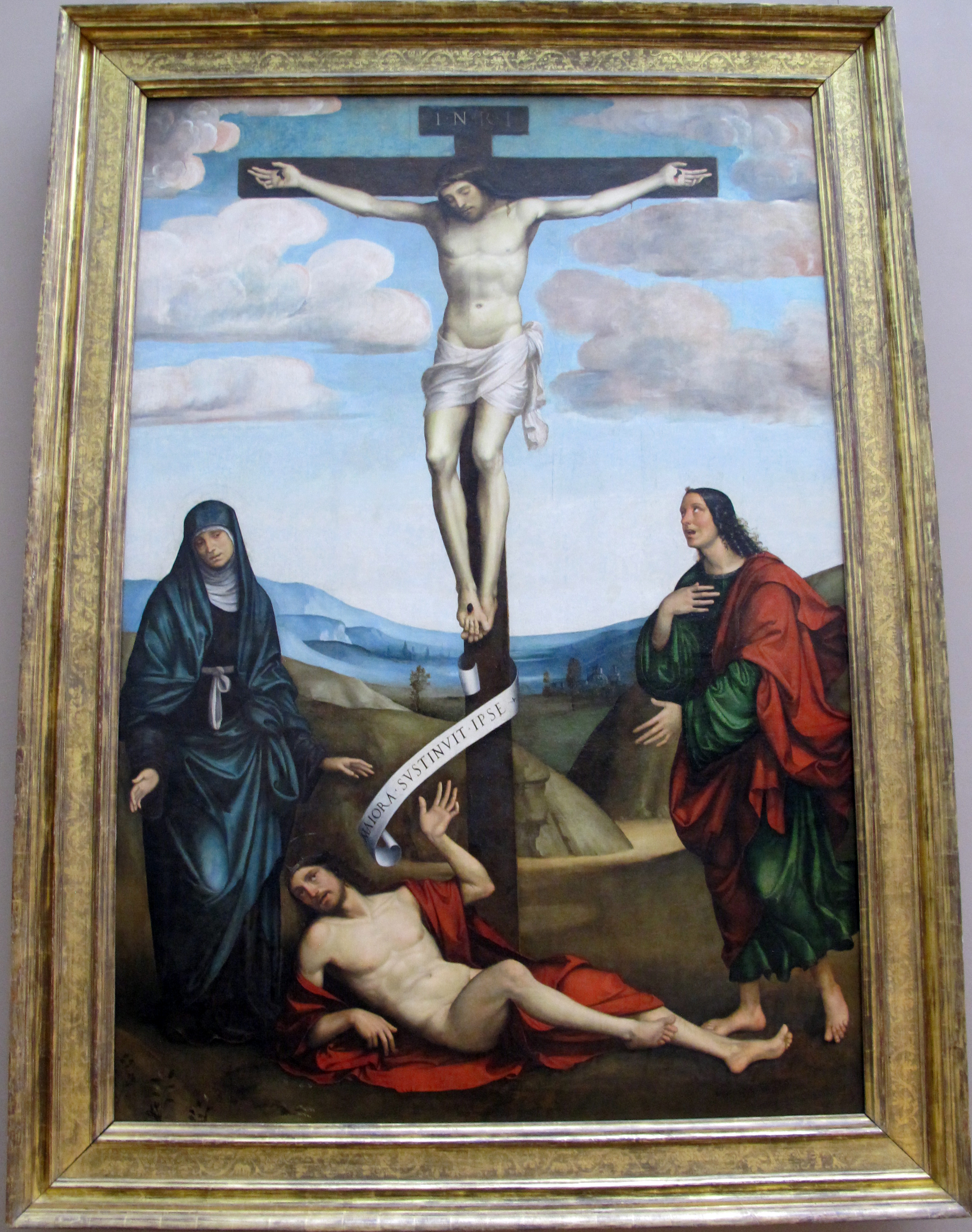
Calvary with St. Job at the Foot of the Cross
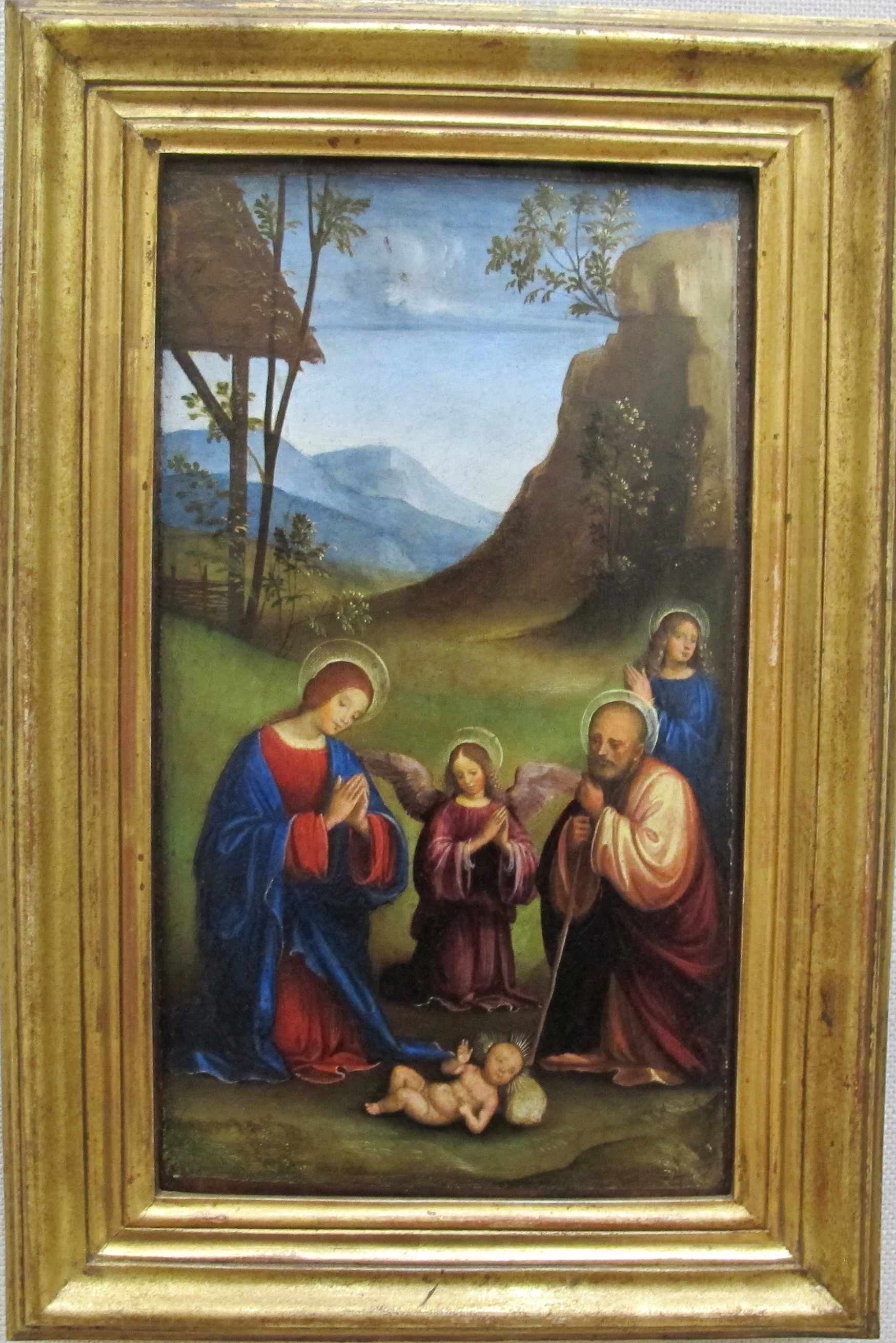
The Adoration of the Child
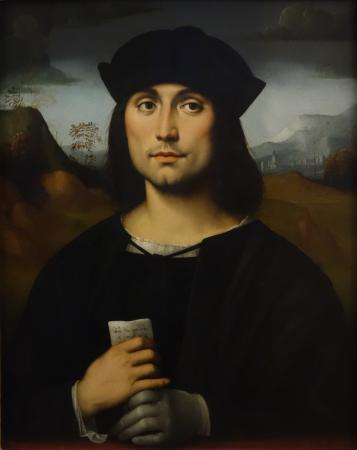
Portrait of Evangelista Scappi